# (507716) 2013 UP8
(507716) 2013 UP8 est un astéroïde Apollon et aréocroiseur, classé comme potentiellement dangereux. Il fut découvert par Pan-STARRS 1 à l'observatoire du Haleakalā le 25 octobre 2013.